# 20.000 dólares por un cadáver
20.000 doláres por un cadáver ist ein im deutschsprachigen Raum nicht gezeigeter Italowestern von José Maria Zabalza aus dem Jahr 1971.

## Handlung
Der kleine Farmbesitzer Dale Brice tötet in Notwehr den steckbrieflich für 20.000 $ gesuchten Red Burkett. Der ist der Kopf einer Bande, die durch Sabotage der geplanten Eisenbahn auf sich aufmerksam macht. Gegen den Rat seiner Frau Dolly, die lieber weiter arm aber problemlos leben möchte, bringt Dale die Leiche in die Stadt und kassiert vom Sheriff die Belohnung. Dieser gibt ihm den guten Rat, mit seiner Frau die Gegend zu verlassen, da die Bande sicher Vergeltung üben wolle. Auf dem Rückweg wird Dale von Ralston überfallen, der ihm die gesamte Summe stiehlt. Dann stellt er eine Gruppe von Leuten zusammen, die dem Treiben Ralstons und seiner Gang ein Ende bereiten wollen, da die mittlerweile nicht nur Dales Farm niedergebrannt haben, sondern auch die Lohnzahlungen der Eisenbahnarbeiter kassierten. Nach einigen Rückschlägen kann Dale mit Hilfe des Sheriffs und der anderen Leute die Bande in die Knie zwingen und den Frieden in der Gegend herstellen.

## Kritik
Der selten gezeigte Film wird in Internetforen als „ohne Höhepunkte vor sich hin plätschernd, aber gut fotografiert“, beschrieben.

## Bemerkungen
Drehort war Colmenar Viejo.